# Layout (Film)
Layout ist ein US-amerikanischer Pornofilm des Regisseurs Paul Thomas aus dem Jahr 2007. Der Film wurde bei den AVN Awards 2008 in acht Kategorien ausgezeichnet, unter anderem als "Best Film" und zählt damit zu den erfolgreichsten Filmen der Branche.

## Handlung
Der Film spielt in Hollywood. Ein junger Journalist nimmt eine Position bei dem Adult Trade Magazine "AVG" und taucht in eine Welt ein, in der sich Pornografie und Journalismus treffen. Er entwickelt sich schrittweisen von einem Volontär zu einem erfahrenen Schreiber und es gelingt ihm, die Ablenkungen und Fallen dieser Welt zu meistern.

## Kritiken
Mark Kernes vom AVN Magazin schreibt: "Truly a great movie..shows the dark side of adult in bondage and headlines.."

## Auszeichnungen
- 2008 – AVN Award – Best Actor – Film (Tom Byron)
- 2008 – AVN Award – Best Actress – Film (Penny Flame)
- 2008 – AVN Award – Best Couples Sex Scene – Film (Penny Flame und Tom Byron)
- 2008 – AVN Award – Best Director – Film (Paul Thomas)
- 2008 – AVN Award – Best Film
- 2008 – AVN Award – Best Oral Sex Scene – Film (Kylie Ireland)
- 2008 – AVN Award – Best Screenplay – Film
- 2008 – AVN Award – Best Supporting Actress – Film (Kylie Ireland)
- Der Film war in 11 weiteren Kategorien nominiert, konnte diese aber nicht gewinnen.